# Friedhöfe in Bayreuth

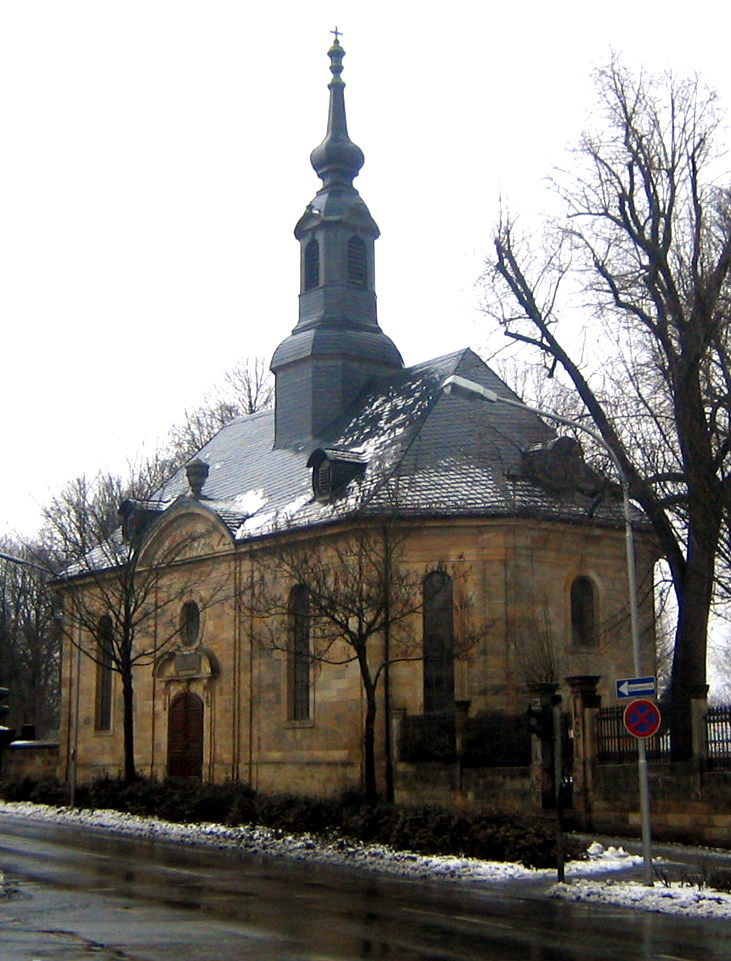
Gottesackerkirche auf dem Stadtfriedhof

Im Stadtgebiet von Bayreuth existieren fünf Friedhöfe.

## Stadtfriedhof

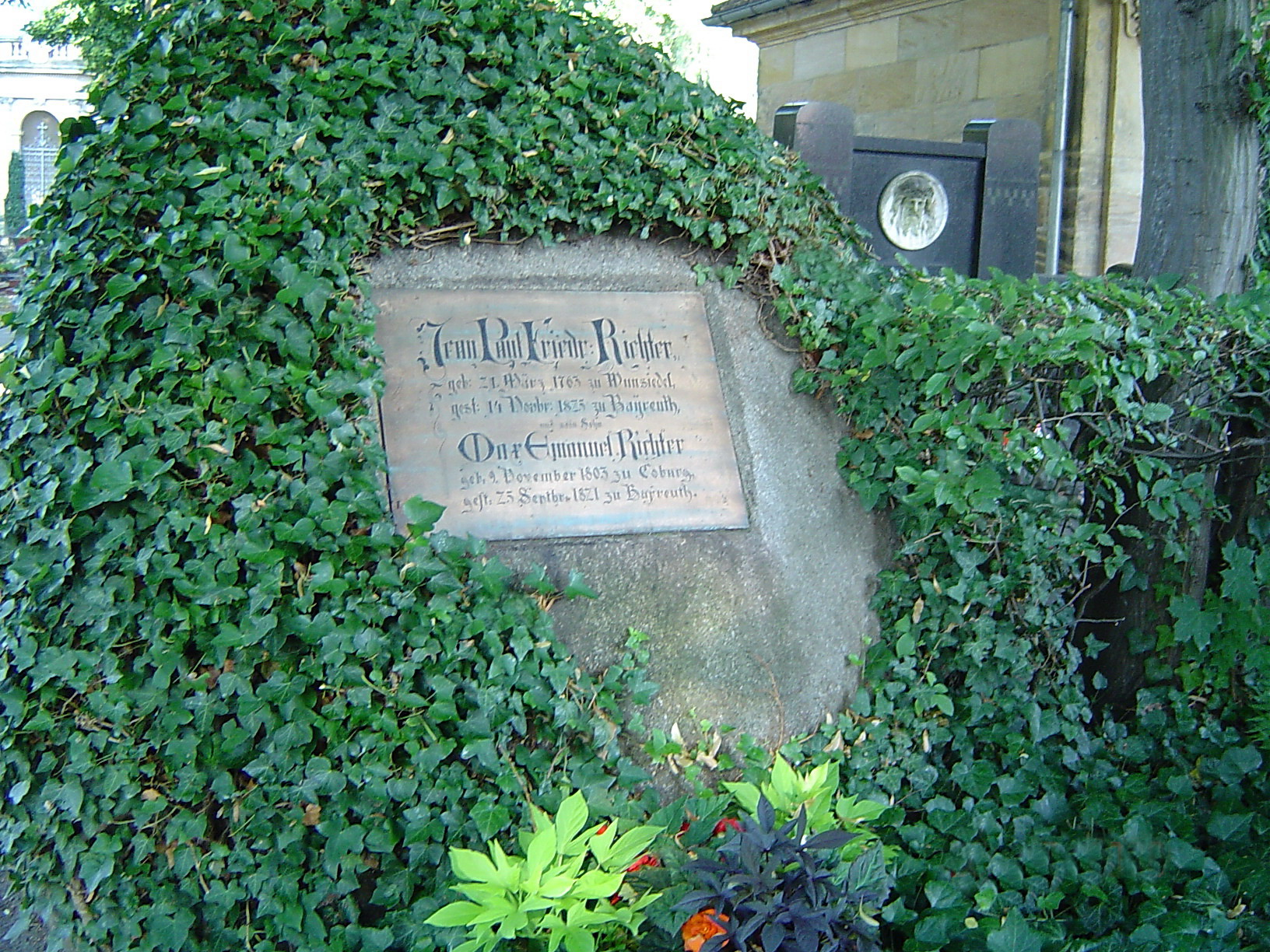
Grab Jean Pauls mit dem zweiten Grabstein von 1860

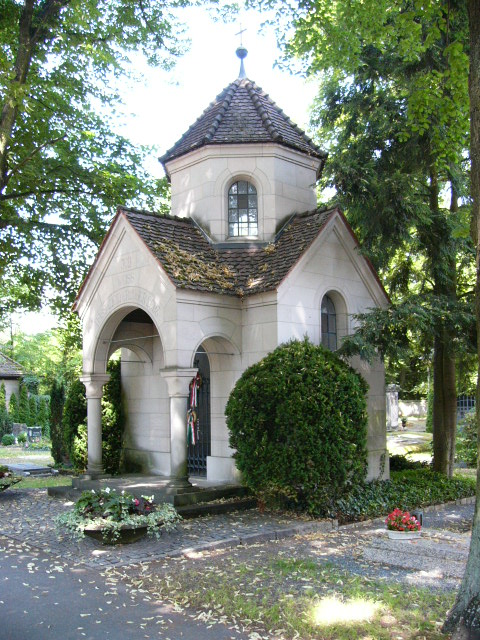
Grabanlage Franz Liszts

Der älteste existierende Friedhof ist der Stadtfriedhof mit einer Reihe von Grabdenkmälern berühmter Persönlichkeiten. Er wurde im Jahr 1545 außerhalb der Stadtmauer angelegt.
Zwischen der Erlanger Straße und dem Mistelbach gelegen, beherbergt er unter anderem die Ruhestätten von Franz Liszt, Jean Paul, Emil Warburg, Oswald Merz, Siegfried, Wieland und Wolfgang Wagner sowie des Dirigenten Hans Richter. Das prunkvollste Grabmal ist die Grabkapelle des Herzogs Alexander von Württemberg. Für Maria Anna Thekla Mozart, die 1841 auf dem Stadtfriedhof beerdigt wurde, wurde 1991 eine Gedenktafel angebracht. Der Schriftsteller Oskar Panizza, der 1921 in Bayreuth starb, wurde auf Betreiben seiner Familie ohne Grabstein bestattet.
Am östlichen Friedhofseingang befindet sich die Gottesackerkirche. Das erste Gebäude von 1562 wurde 1781 durch die evangelisch-lutherische Friedhofskirche ersetzt, die im Volksmund den Namen weiterführt. Die Grabkapelle Franz Liszts wurde bei den Luftangriffen auf Bayreuth im April 1945 zerstört und in den 1970er Jahren wieder aufgebaut. Im Oktober 1965 wurde die Aussegnungshalle ihrer Bestimmung übergeben.
Auf dem Friedhof befinden sich zahlreiche Kriegsgräberstätten aus dem Ersten und Zweiten Weltkrieg, einschließlich der Nachkriegszeit: für Deutsche, Italiener, Rumänen, Russen, Ukrainer und andere Osteuropäer (in Bayreuth befand sich ein Lager für Displaced Persons).
In Erinnerung an die in der Zeit des Nationalsozialismus umgekommenen Sinti und Roma wurde im November 2023 ein aus vier Stelen bestehender Gedenk- und Lernort enthüllt.

## Jüdischer Friedhof

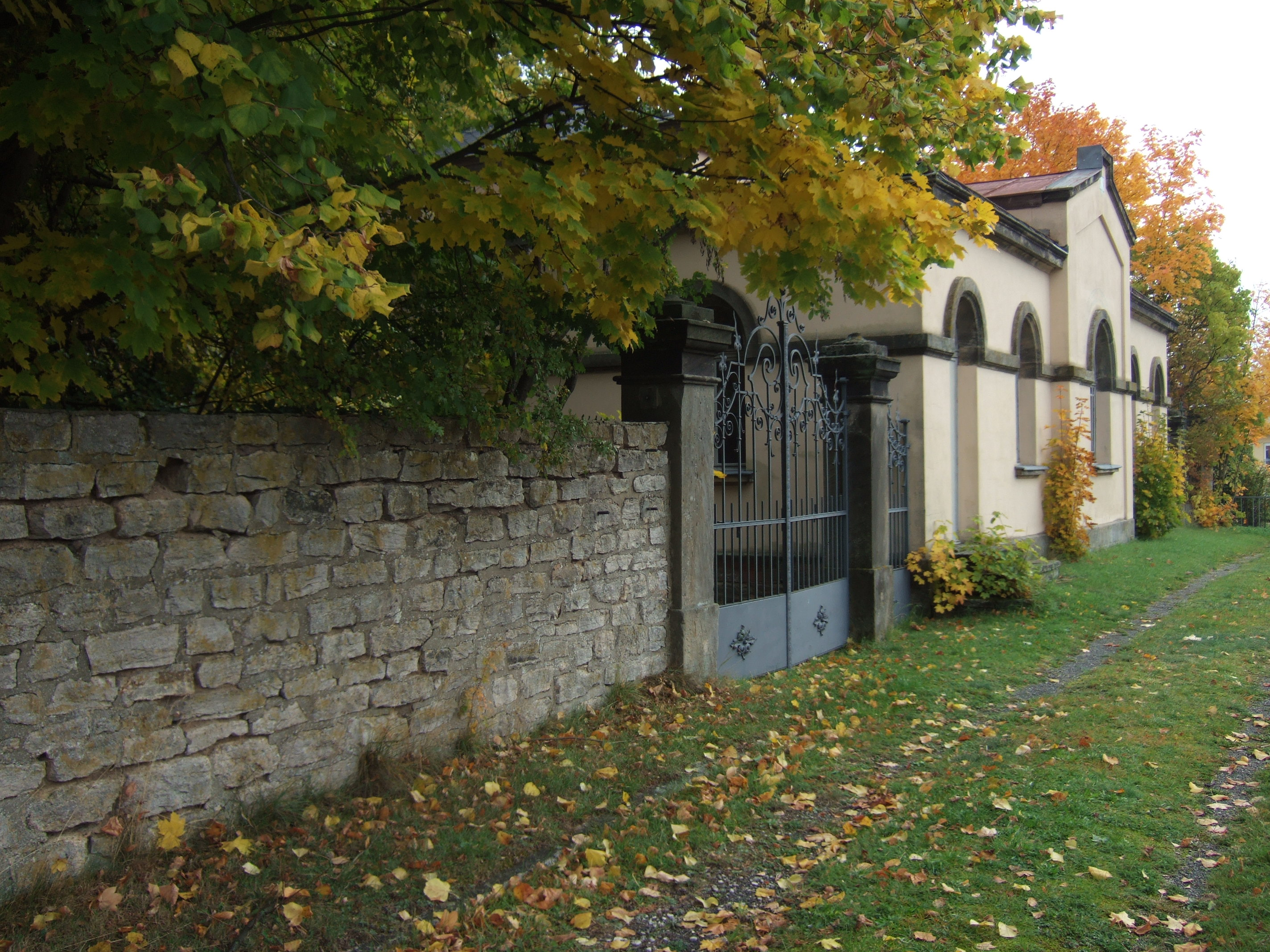
Tor und Taharahaus am Jüdischen Friedhof

Das erste Begräbnis auf dem jüdischen Friedhof fand am 25. Juni 1786 statt. Die offizielle Einweihung erfolgte im Jahr 1787. Wegen seiner Lage unweit des Kreuzsteins wurde er als „Begräbnisstätte oberhalb des Kreuzsteins“ bezeichnet. Der Tradition entsprechend sind alle Grabsteine nach Osten ausgerichtet. Das Friedhofswärterhaus diente nach den landläufig als Reichskristallnacht bezeichneten Pogromen von 1938 als behelfsmäßige Synagoge.
Im Verzeichnis Bayreuther Kunstdenkmale von 1959 blieb diese bedeutende kulturhistorische Stätte unerwähnt.

## Friedhof Sankt Georgen

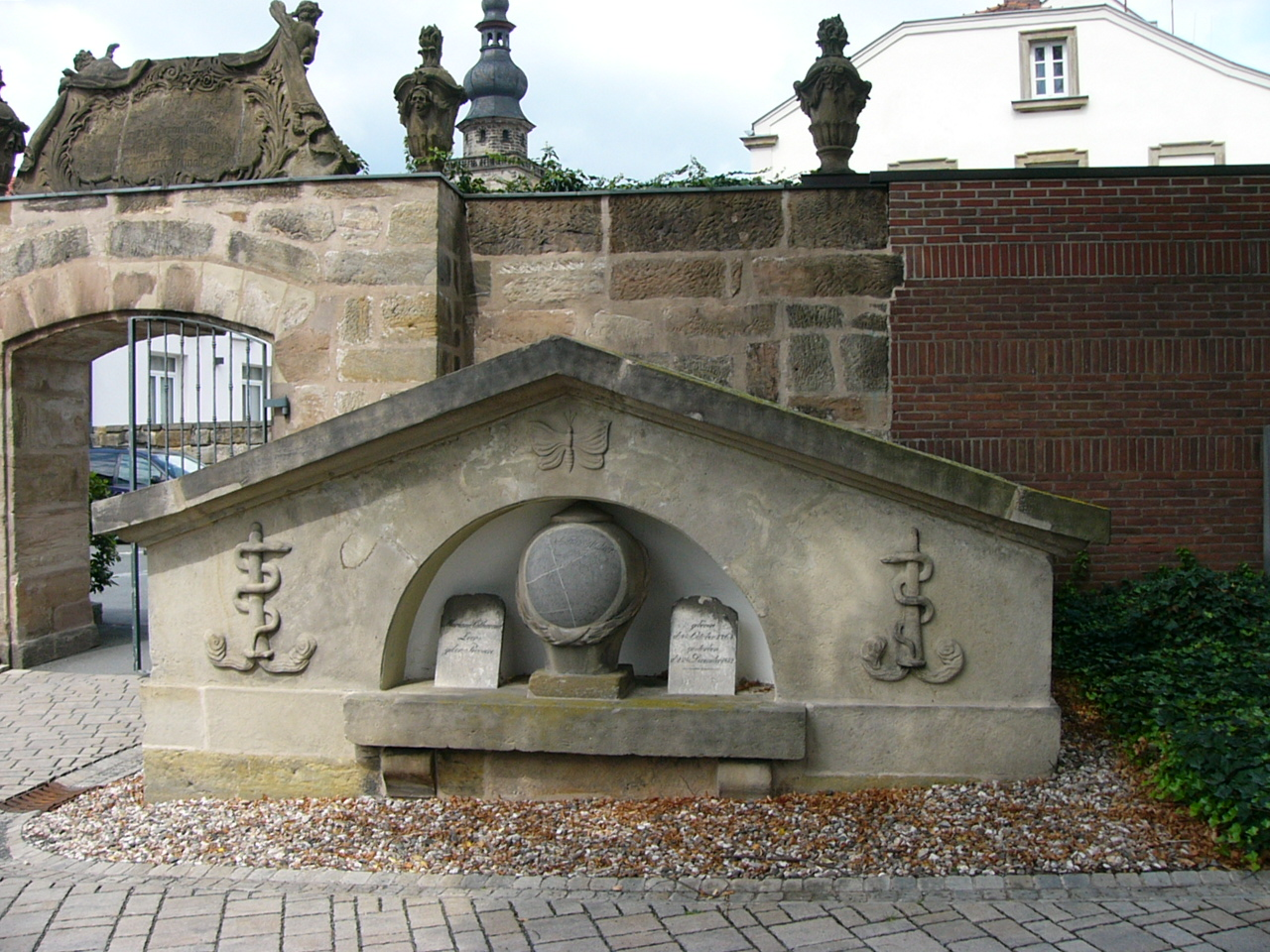
Grabstein der Familie Leers auf dem Friedhof Sankt Georgen

Der Friedhof der damals noch eigenständigen Stadt Sankt Georgen am See wurde 1709 eingerichtet. Hinter dem stattlichen Eingangstor mit Sandsteinornamenten befinden sich mehrere ansehnliche Barock-, Rokoko- und Klassizismusgräber. Später war er bis weit ins 20. Jahrhundert der Friedhof für die Bewohner Bayreuths nördlich des Roten Mains.
Auf dem Friedhof befindet sich die große Kriegsgräberstätte St. Georgen für Tote des Zweiten Weltkrieges, einschließlich vieler der 781 Opfer der alliierten Luftangriffe auf Bayreuth im April 1945. Letztere sind unter den 992 dort beigesetzten Kriegsopfern nur bei Kenntnis der Daten der Luftangriffe zu erkennen: 5., 8. und 11. April 1945.

## Friedhof Sankt Johannis
Das erst 1939 nach Bayreuth eingemeindete Pfarrdorf Sankt Johannis besitzt an seinem westlichen Rand einen eigenen Friedhof.
An dieser Stelle verhandelten gegen Mittag des 14. April 1945 der amerikanische Emissär Karl Ruth und der Bayreuther NS-Oberbürgermeister Friedrich Kempfler mit dem Wehrmachtsgeneral August Hagl vergeblich über eine kampflose Übergabe der Stadt. Infolge Hagls Verweigerung wurden die Orangerie und der Sonnentempel im nahegelegenen Park Eremitage in letzter Minute sinnlos durch US-Jagdbomber zerstört.

## Südfriedhof

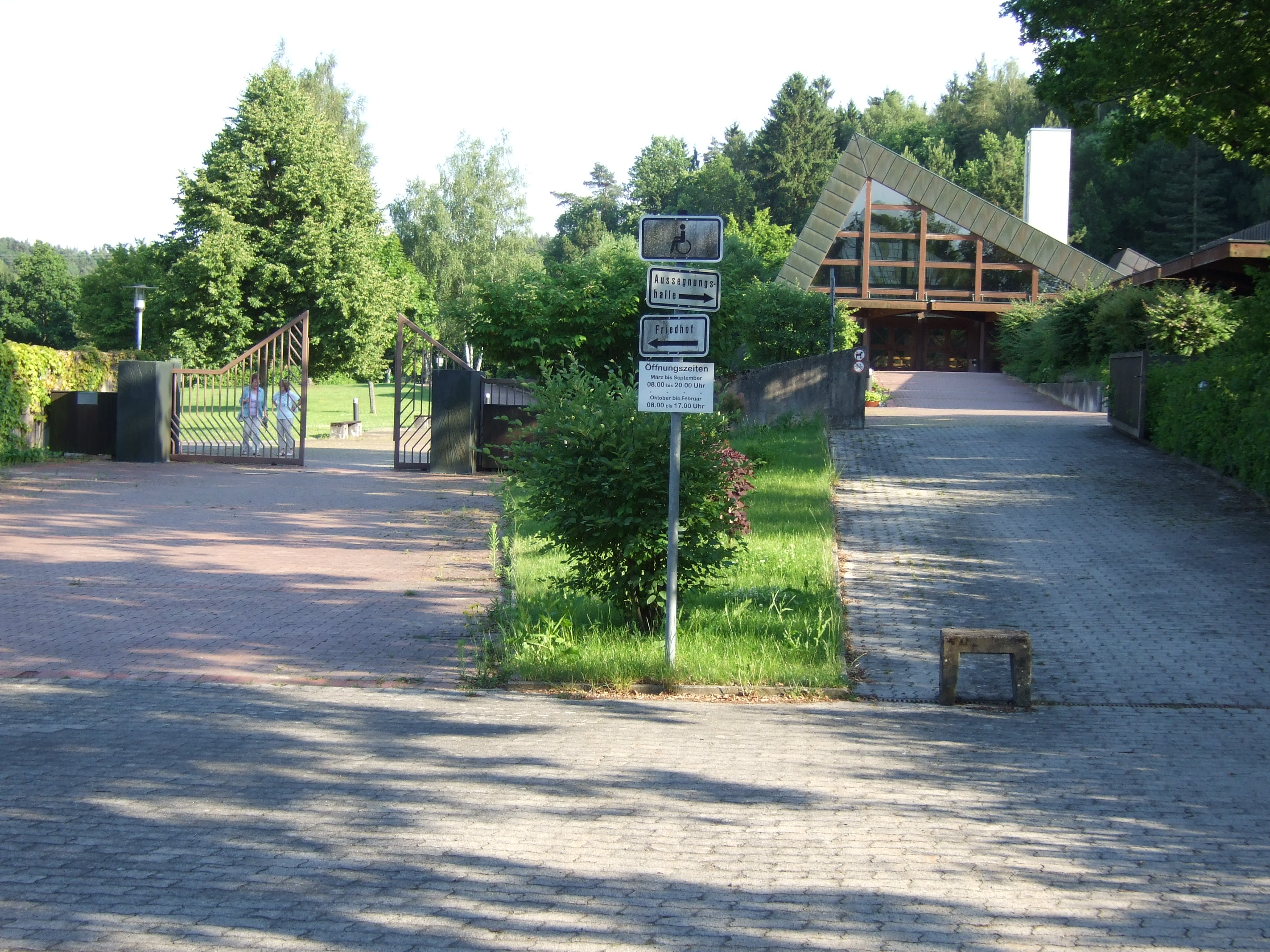
Eingang zum Südfriedhof und Aussegnungshalle

Am Südrand des Stadtteils Saas liegt der im November 1981 übergebene städtische Südfriedhof mit Aussegnungshalle und Krematorium.

## Grabstätte von Richard und Cosima Wagner
Die Grabstätte von Richard Wagner und seiner Frau Cosima liegt nicht auf einem Friedhof, sondern in der öffentlich zugänglichen Parkanlage seines Wohnhauses Wahnfried.

## Grablege der Markgrafen
In der Stadtkirche befindet sich eine Fürstengruft der Bayreuther Markgrafen. In den Jahren von 1620 bis 1733 wurden dort 26 Mitglieder der markgräflichen Familie bestattet, darunter die Markgrafen Christian, Christian Ernst und Georg Wilhelm. Markgräfin Wilhelmine, ihr Gatte Friedrich von Brandenburg-Bayreuth sowie die Tochter Elisabeth Friederike Sophie von Brandenburg-Bayreuth sind in der Schlosskirche bestattet.

## Galerie

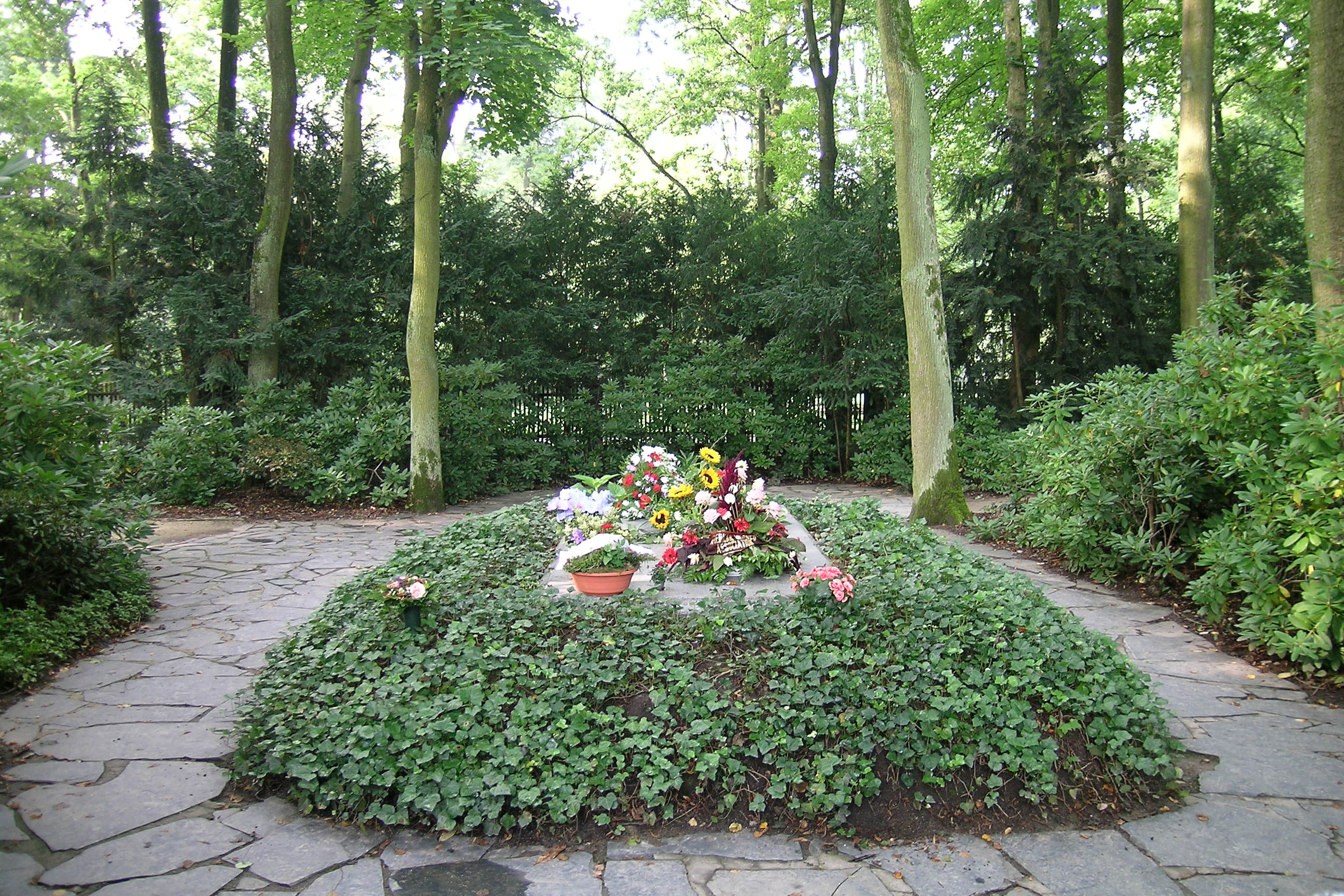
Grab Richard und Cosima Wagners hinter dem Haus Wahnfried
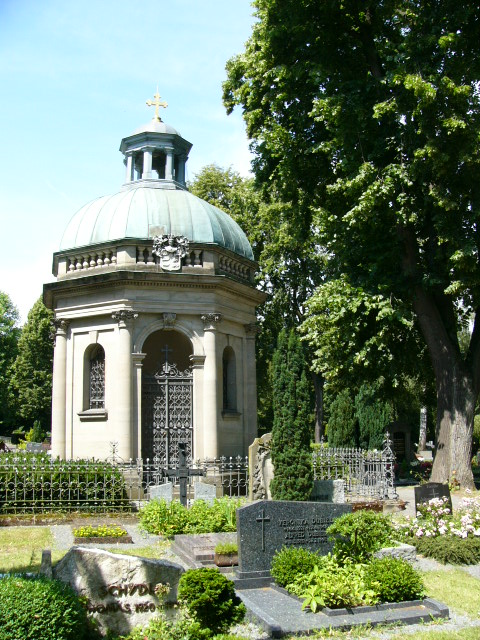
Grabanlage von Herzog Alexander von Württemberg auf dem Stadtfriedhof
Markgrafen-Grabmal in der Schlosskirche Bayreuth
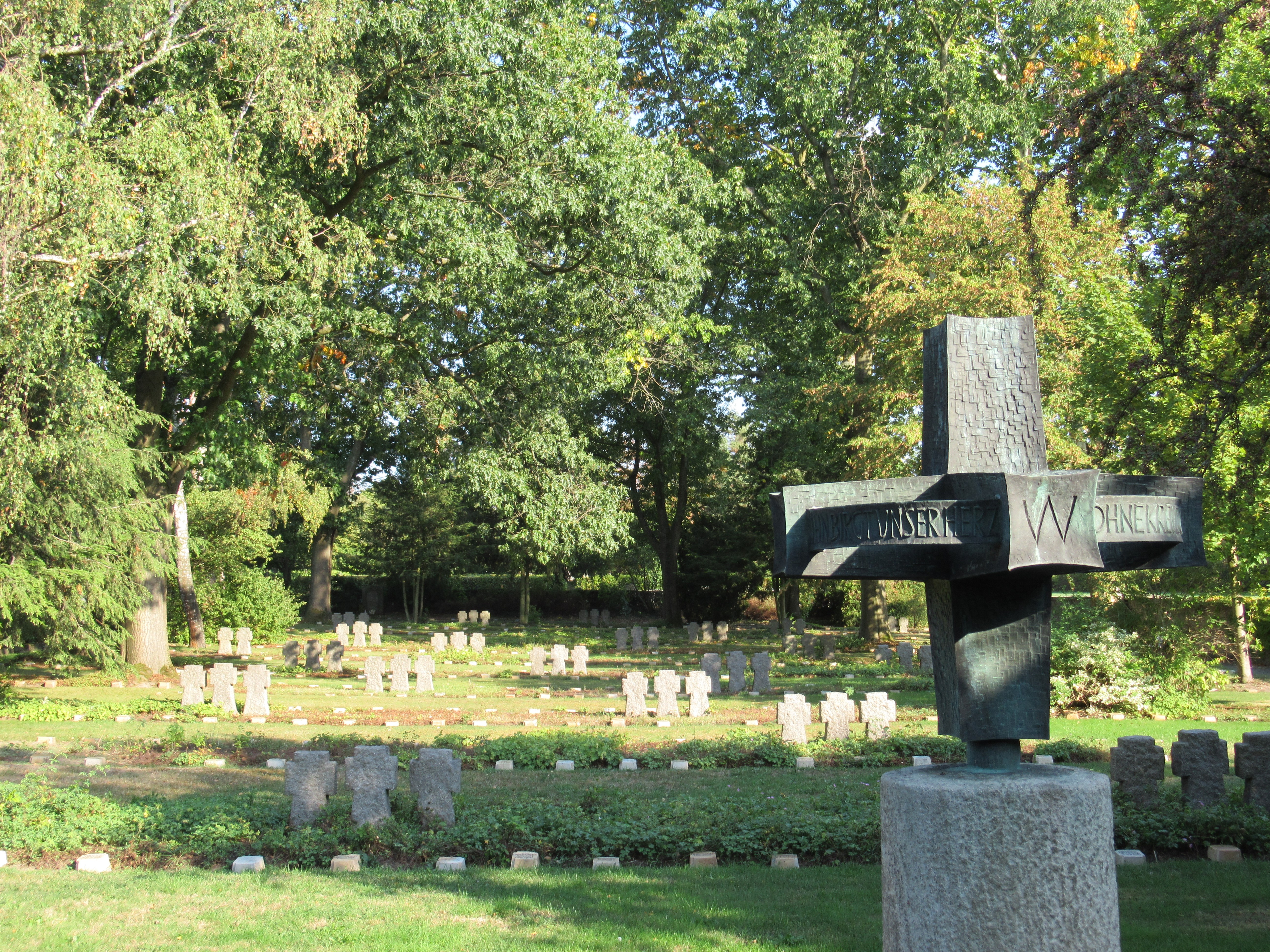
Kriegsgräberstätte Sankt Georgen (zahlreiche Bombenopfer)